# 王恭先
王恭先。山西省臨晉縣（今属臨猗縣）人，清朝政治人物。

## 生平
顺治八年（1651年）辛卯科山西鄉試解元，順治十六年（1659年）會試九十七名，己亥二甲第78名進士。授河間府推官缺，康熙七年（1668年）裁補崇明縣知縣。